# Giải quần vợt Úc Mở rộng 2021 - Đôi xe lăn quad
Dylan Alcott và Heath Davidson là đương kim vô địch và bảo vệ thành công danh hiệu, đánh bại Andy Lapthorne và David Wagner trong trận chung kết, 6–2, 3–6, [10–7].

## Hạt giống
1. Dylan Alcott /  Heath Davidson (Vô địch)
2. Andy Lapthorne /  David Wagner (Chung kết)

## Kết quả

### Từ viết tắt
| - Q = Vòng loại - WC = Đặc cách - LL = Thua cuộc may mắn - Alt = Thay thế - SE = Miễn đặc biệt | - PR = Bảo toàn thứ hạng - w/o = Thắng nhờ đối thủ rút lui trước trận đấu - r = Bỏ cuộc giữa trận đấu - d = Bị xử thua - SR = Xếp hạng đặc biệt |

### Chung kết
|  | Bán kết | Bán kết                     | Bán kết | Bán kết                     | Bán kết |                             |     | Chung kết | Chung kết | Chung kết | Chung kết | Chung kết |  |
|  |         |                             |         |                             |         |                             |     |           |           |           |           |           |  |
|  | 1       | Dylan Alcott Heath Davidson | 6       | 7                           |         |                             |     |           |           |           |           |           |  |
|  | 1       | Dylan Alcott Heath Davidson | 6       | 7                           |         |                             |     |           |           |           |           |           |  |
|  |         | Sam Schröder Niels Vink     | 3       | 64                          |         |                             |     |           |           |           |           |           |  |
|  |         | Sam Schröder Niels Vink     | 3       | 64                          | 1       | Dylan Alcott Heath Davidson | 6   | 3         | [10]      |           |           |           |  |
|  |         |                             |         |                             |         | Dylan Alcott Heath Davidson | 6   | 3         | [10]      |           |           |           |  |
|  |         |                             | 2       | Andy Lapthorne David Wagner | 2       | 6                           | [7] |           |           |           |           |           |  |
|  |         | Koji Sugeno Nicholas Taylor | 2       | Andy Lapthorne David Wagner | 2       | 6                           | [7] | 1         | 4         |           |           |           |  |
|  |         |                             |         |                             |         |                             |     | 1         | 4         |           |           |           |  |
|  | 2       | Andy Lapthorne David Wagner | 6       | 6                           |         |                             |     |           |           |           |           |           |  |